# International Dublin Literary Award
Międzynarodowa Nagroda Literacka Dublin, ustanowiona jako Międzynarodowa Nagroda Literacka IMPAC Dublin w 1996, jest przyznawana co roku za powieść napisaną lub przetłumaczoną na język angielski. Promuje ona wybitne osiągnięcia w literaturze światowej i jest sponsorowana wyłącznie przez Radę Miasta Dublina w Irlandii. Nagroda, której wartość wynosi 100 000 euro, jest jedną z najważniejszych nagród literackich na świecie. Jeśli zwycięska książka jest tłumaczeniem (co zdarzyło się już dwanaście razy), nagroda jest dzielona między pisarza i tłumacza, przy czym pisarz otrzymuje 75 000 euro, a tłumacz 25 000 euro. Pierwszą nagrodę przyznano w 1996 roku Davidowi Maloufowi za jego anglojęzyczną powieść Remembering Babylon.
Nominacje zgłaszają biblioteki publiczne na całym świecie – każdego roku ponad 400 systemów bibliotecznych w 177 krajach jest zapraszanych do zgłaszania książek – spośród których międzynarodowy panel sędziowski (który zmienia się co roku) wybiera finalistów i ostatecznego zwycięzcę.

## Historia
Nagroda została ustanowiona w 1994  jako Międzynarodowa Nagroda Literacka IMPAC Dublin, wspólna inicjatywa Rady Miasta Dublina i amerykańskiej firmy produkcyjnej IMPAC, której europejska siedziba mieściła się w Dublinie. James Irwin, prezes IMPAC, ustanowił nagrodę pieniężną w wysokości 100 000 euro. Utworzono fundusz powierniczy, aby pokryć koszty nagrody i jej utrzymanie. Od początku nagrodą administrują Dublin City Public Libraries. IMPAC przestała istnieć pod koniec lat 2000., kiedy w 2009 zmarł jej założyciel i prezes James Irwin.  Pod koniec 2013 fundusz powierniczy wyczerpał się i nie było już pieniędzy na prowadzenie nagrody. Rada Miasta zgodziła się interweniować i kontynuować finansowanie nagrody pod tą samą nazwą, jednocześnie poszukując nowego sponsora. W listopadzie 2015 nagrodę przemianowano na International DUBLIN Literary Award.